# CLDN2
클라우딘 2(Claudin-2)는 인간에서 CLDN2 유전자에 의해 암호화되는 단백질이다. 클라우딘 그룹에 속한다. 
CLDN2와 같은 클라우딘 단백질 그룹의 구성원은 기관 특이적 방식으로 발현되고 견고 접합부의 조직 특이적 생리학적 특성을 조절한다.

## 기능
클라우딘 2는 신장 근위세관과 같은 양이온 유출 상피 조직에서 발현된다. 클라우딘 2가 결핍된 쥐는 근위세관에서 Na+의 재흡수를 감소 시켰으며, 이는 세포 내 수송에서의 역할과 일치하였다. 세포가 결여 된 클라우딘 2에서의 과발현은 작은 양이온에 대한 투과성을 증가시키기 때문에 배양 된 세포에 대해서도 유사한 결과가 얻어졌다. 또한 클라우딘 2는 물에 대한 파라 세포 채널을 형성하는 것으로 나타났다.